# Jonas Karlsson
Pour les articles homonymes, voir Karlsson.
Jonas Karlsson, né le 11 mars 1971  à Salem près de Stockholm, est un acteur et écrivain suédois.

## Biographie
- En 2001, il rejoint le casting principal du film Gustav III: s äktenskap où il joue le roi Gustav III de Suède.
- En 2007, il a publié son premier livre, un recueil de nouvelles.
- En 2013, il est apparu en tant qu'invité dans la série Molanders où il a interprété Jörgen Nilsson.
- En 2015, il rejoint le casting de la série Beck où il donne vie à l'officier Klas Fredén, chef de la police et supérieur du détective Martin Beck (Peter Haber).

## Filmographie
- 1981 : Rasmus på luffen
- 1991 : Dyningar
- 1993 : Härifrån till Kim
- 1993 : Sökarna
- 1995 : 30:e november
- 1995 : Chewing Gum (court métrage)
- 1996 : Hjältar
- 1996 : Les Héros (De største helte) de Thomas Vinterberg
- 1996 : Juloratoriet
- 1997 : Innan det fortsätter (court métrage)
- 1998 : Längtans blåa blomma
- 1999 : Tsatsiki, morsan och polisen
- 2000 : Det blir aldrig som man tänkt sig
- 2000 : Livet är en schlager
- 2001 : Blå måndag
- 2001 : Hans och hennes
- 2001 : Klonkadonka! (court métrage)
- 2001 : Om inte
- 2002 : Släkt & vänner
- 2002 : Tempo
- 2003 : Miffo
- 2003 : Detaljer
- 2004 : Barnavännen
- 2004 : Glömskans brev
- 2004 : Håkan Bråkan & Josef
- 2004 : Strings
- 2005 : Bang Bang Orangutang
- 2005 : Doxa
- 2005 : Kim Novak badade aldrig i Genesarets sjö
- 2006 : Den sista hunden i Rwanda (court métrage)
- 2006 : Offside
- 2006 : Storm
- 2007 : Den man älskar
- 2008 : Rocky (court métrage)
- 2009 : Scener ur ett kändisskap
- 2010 : Ond tro
- 2012 : Cockpit
- 2014 : Stockholm Stories
- 2014 : Jag stannar tiden
- 2014 : Hallonbåtsflyktingen
- 2016 : Beck – Steinar
- 2016 : Beck – Vägs ände
- 2017 : Le Bonhomme de neige (The Snowman) de Tomas Alfredson
- 2019 : Le Coupable idéal (Quick) de Mikael Håfström : Hannes Råstam

## Œuvres littéraires
- Det andra målet, 2007
- Den perfekte vännen, 2009 L'Ami parfait, traduit par Elena Balzamo, Arles, France, Actes Sud, coll. « Lettres scandinaves », 2018, 192 p.  (ISBN 978-2-330-09727-1)
- Rummet, 2009[1] La Pièce, traduit par Rémi Cassaigne, Arles, Actes Sud, coll. « Lettres scandinaves », 2016, 208 p.  (ISBN 978-2-330-06053-4) ; réédition, Arles, Actes Sud, coll. « Babel » no 1853, 2022  (ISBN 978-2-330-17160-5)
- Spår i snön, 2011
- Spelreglerna, 2011
- Fakturan, 2011 La Facture, traduit par Rémi Cassaigne, Arles, France, Actes Sud, coll. « Lettres scandinaves », 2015, 188 p.  (ISBN 978-2-330-05099-3) ; réédition, Arles, Actes Sud, coll. « Babel » no 1518, 2018  (ISBN 978-2-330-09071-5)
- God jul, 2013
- Jag är en tjuv, 2015
- Ingenting, 2015
- Cirkus, 2017 Le Cirque, traduit par Rémi Cassaigne, Arles, France, Actes Sud, coll. « Lettres scandinaves », 2022, 192 p.  (ISBN 978-2-330-17194-0)
- Nya människor i fel ordning, 2021